# Chiepetepec
Chiepetepec es una localidad del estado mexicano de Guerrero. Es parte del municipio de Tlapa de Comonfort.

## Toponimia
El nombre «Chiepetepec» proviene de los términos en náhuatl: xipe, dios mexica de la agricultura; tepetl, cerro. Su significado es «Cerro del dios Xipe Tótec».

## Demografía
| Gráfica de evolución demográfica |
|                                  |

| Censo | Población |
| ----- | --------- |
| 1900  | 864       |
| 1910  | 105       |
| 1921  | 700       |
| 1930  | 773       |
| 1940  | 922       |
| 1950  | 1 032     |
| 1960  | 1 214     |
| 1970  | 1 204     |
| 1980  | 1 692     |
| 1990  | 1 824     |
| 2000  | 1 971     |
| 2010  | 2 718     |
| 2020  | 2 471     |